# Mission Berthelot
Pour les articles homonymes, voir Berthelot.

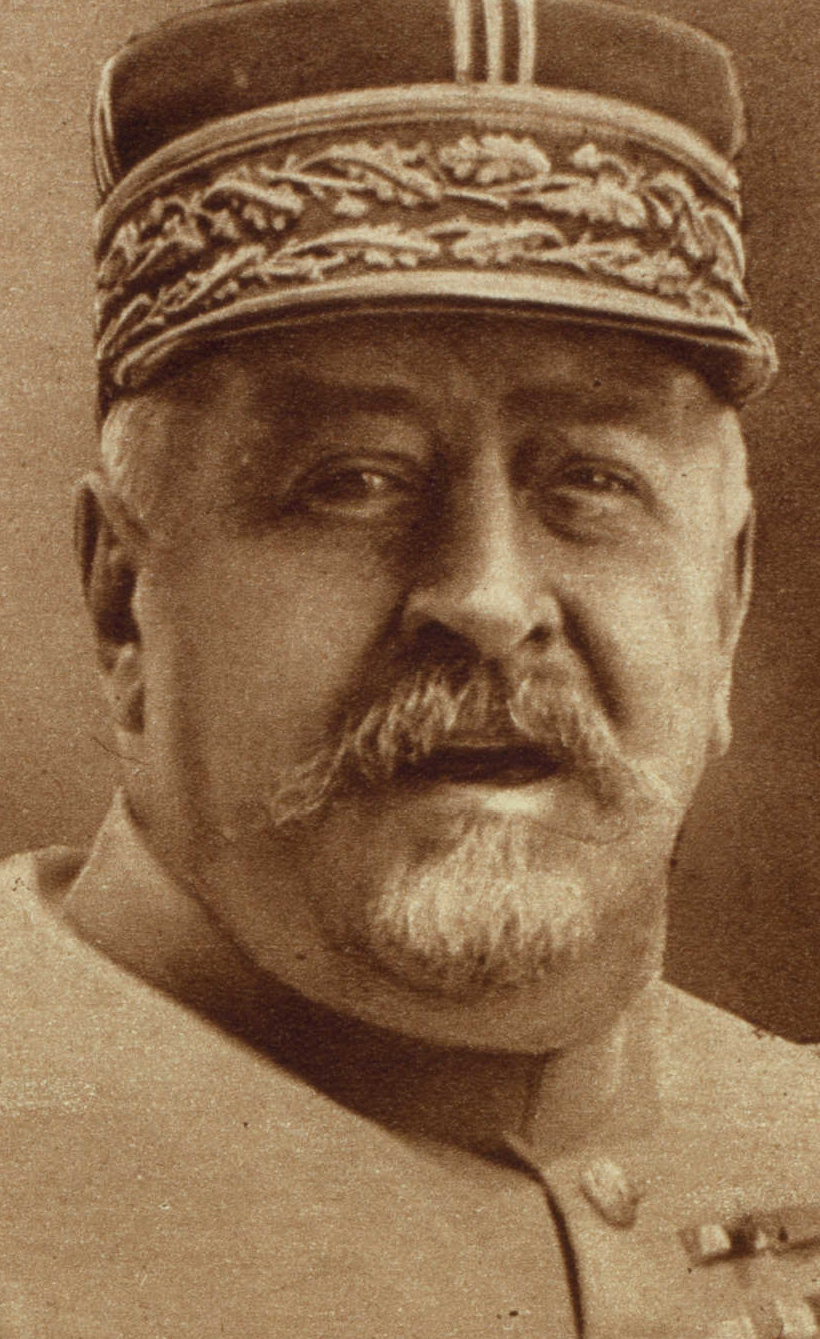
Le général Henri Berthelot.

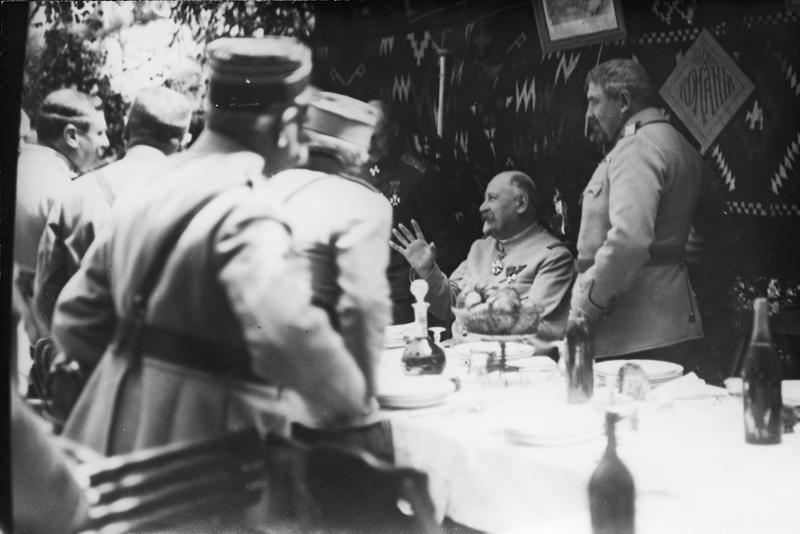
Henri Berthelot assure le maintien des liens entre les Alliés et la Roumanie (photographie prise en Roumanie le 6 juin 1917 guerre mondiale).

La mission Berthelot, du nom du général français Henri Berthelot (1861-1931) qui la commandait, est une mission militaire française dans le royaume de Roumanie entre 1916 et 1919. Elle contribue à la réorganisation et à la modernisation de l'armée roumaine, mais les révolutions de 1917 annulent le soutien russe et la mission doit quitter le territoire roumain pendant les négociations de paix séparée avec les empires centraux début 1918.

## Contexte
La Roumanie entre en guerre aux côtés des Alliés en 1916. Après des succès initiaux, les forces armées roumaines subissent d'importants revers. L'ambassadeur de France en Roumanie, Charles de Saint-Aulaire, avec l'accord du roi Ferdinand Ier et du chef d'état-major de l'armée roumaine, le général Dumitru Iliescu (ro), demande alors au gouvernement français l'envoi d'une mission militaire avec à sa tête un « grand chef » pour aider l'armée roumaine. Des troupes russes viennent également à leur secours.

## Déroulement

### Voyage vers la Roumanie
La France envoie 430 officiers et 1 500 sous-officiers et soldats sous le commandement du général Henri Berthelot nommé à ce poste le 4 octobre 1916. L'expédition vers la Roumanie passe en bateau et train par le nord de l'Europe, la Scandinavie neutre et la Russie alors qu'y débute la révolution russe.

### Actions sur le front roumain
Les officiers occupent des postes de conseillers à différents niveaux dans les états-majors. Outre la réorganisation de l'armée roumaine, la mission Berthelot fournit de l'armement français plus moderne, dont le casque Adrian. La France livre également 120 avions. Le commandant François de Vergnette de Lamotte reforme et dirige l'aviation roumaine. Fantassins et artilleurs participent à l'entraînement de leurs homologues roumains dans les écoles et les régiments. Les aviateurs complètent les unités roumaines de combat et d'observation du front. 
La mission militaire compte aussi des équipes médicales, qui tiennent notamment un hôpital à Iași, alors capitale du pays. Y contribuent des médecins européens, des religieux et religieuses, ainsi que des associations caritatives comme la société de secours aux blessés militaires et la Croix-Rouge française. L'épidémie de typhus de l'hiver 1917 fait de nombreuses victimes parmi les troupes roumaines et leurs soignants français, dont le médecin Jean Clunet, qui avait organisé une prise en charge des malades contagieux, et l'infirmière Geneviève Hennet de Goutel. Par ailleurs, des spécialistes français utilisent et forment des Roumains à manipuler du matériel médical moderne, tant en radiologie qu'en chirurgie.
Le général Berthelot a aussi un rôle plus diplomatique, assurant la défense des intérêts français dans le conflit face aux pressions russes. Cette mission est la plus importante de toutes celles mandatées par la France à l’étranger pendant la Première Guerre mondiale.

### Après l'armistice roumain

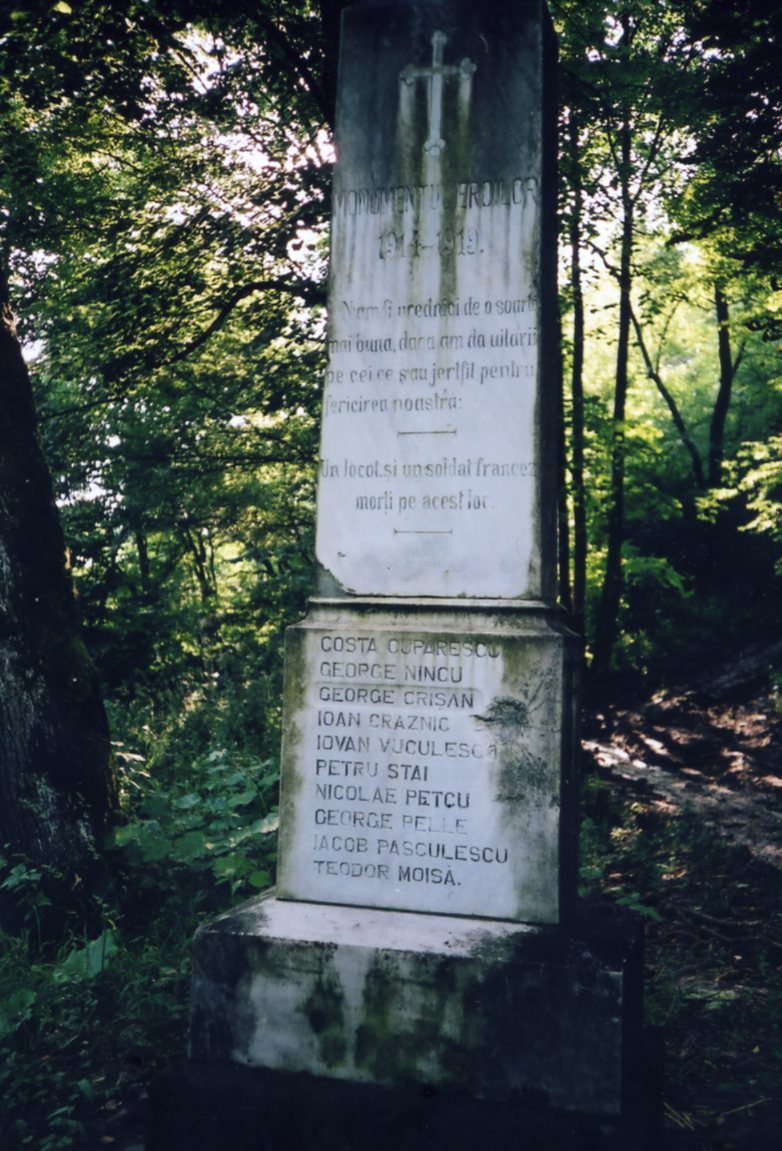
Un monument aux morts de la coalition antibolchévique (1919) à Lippa. Parmi les morts, un Georges Pelle.

La mission doit officiellement quitter la Roumanie lors des négociations du traité de Bucarest de mars 1918 qui retire ce pays du conflit. Mille deux cents hommes font le trajet dans cinq trains de Iași à Mourmansk, où ils patientent trois semaines avant de s'embarquer pour l'Angleterre, arrivant enfin au port de Newcastle le 4 mai. 
Pendant ce temps à Jassy, un reste des effectifs attend pour reprendre aussitôt du service vers l'est, en République démocratique moldave voisine, qui, attaquée par la République soviétique d'Odessa, appelle à l'aide. Les troupes roumaines et françaises passent le Prout, font cesser la terreur rouge en Bessarabie et se postent sur le fleuve Dniestr à l'appel du Sfatul Țării (parlement moldave). Elles y restent durant six mois, jusqu'au 31 octobre 1918 lorsque la Roumanie reprend les hostilités contre les Empires centraux. 

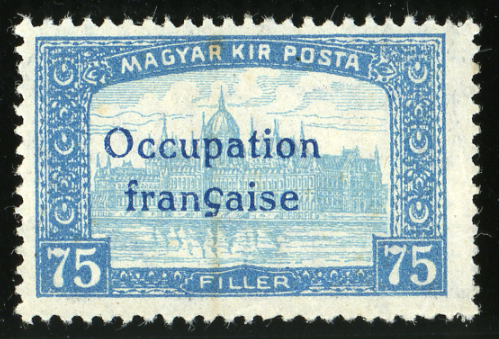
Timbre-poste hongrois surchargé Occupation française en 1919.

À l'issue de la guerre, la mission Berthelot ne quitte pas la région : craignant que la Russie soviétique et la Hongrie bolchévique ne fassent leur jonction à travers la Pocoutie et la Ruthénie, les autorités polonaises et roumaines, soutenues respectivement par les missions françaises Faury et Berthelot, engagent les guerres antibolchéviques soviéto-polonaise de 1919-1921 et hungaro-roumaine de l'été 1919. La mission Berthelot prend fin à l'automne 1919.

## Hommages

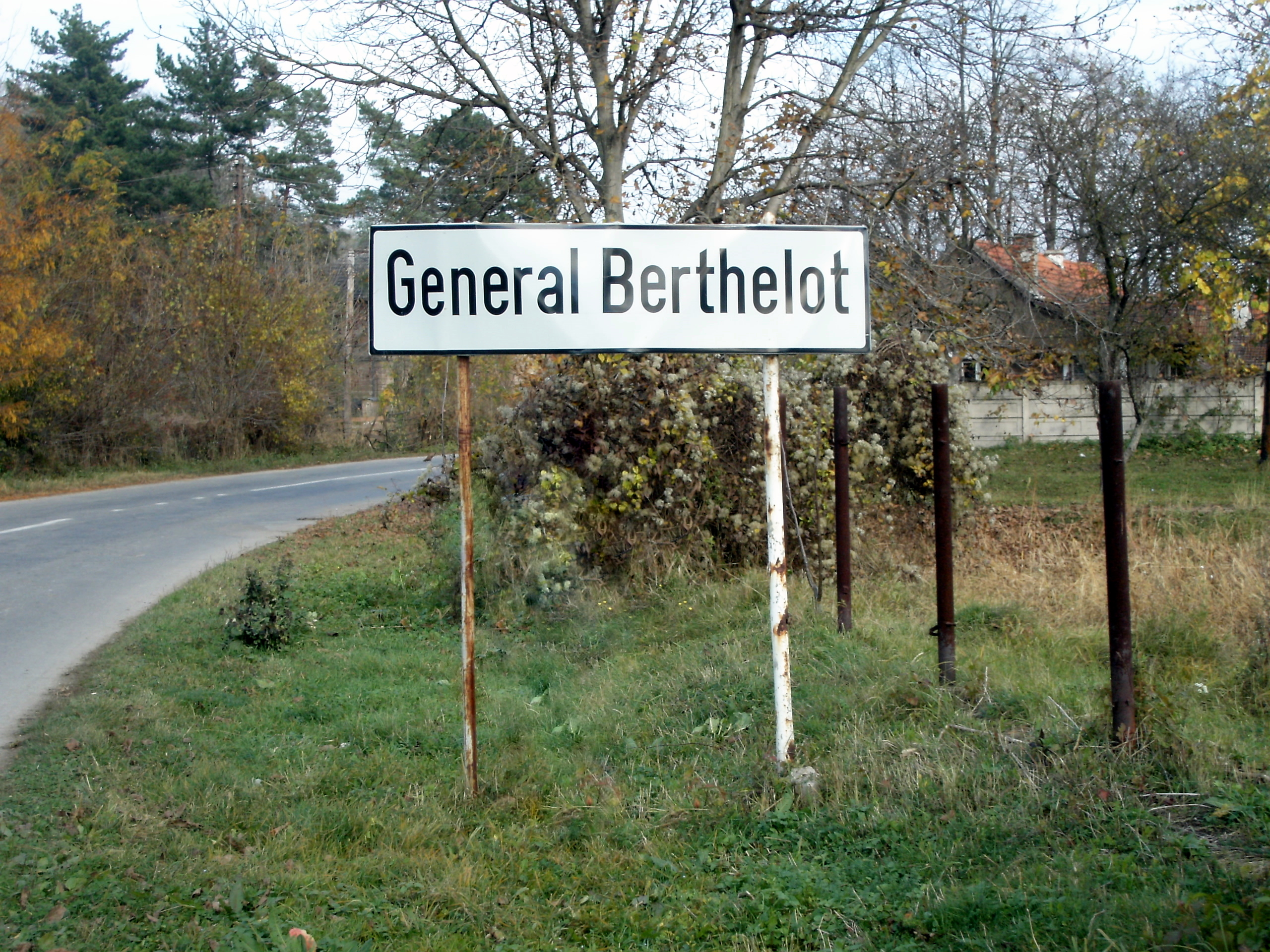
L'entrée du village « General Berthelot » (ex-Fărcădin) en Roumanie.

Le général Berthelot devient un héros dans la Roumanie d'après-guerre. Plusieurs écoles et voies publiques portent son nom et un village est même rebaptisé en General Berthelot, où le gouvernement roumain lui offre une grande propriété confisquée à la famille Nopcsa, aristocrates austro-hongrois, située dans le village transylvain de Fărcădin. Le régime communiste roumain les débaptise et laisse sa villa à l'abandon. Après la libération de 1989, le nom de la commune de General Berthelot est rétabli en 2001 et, en 2008, la villa et ses dépendances sont restaurées et abritent désormais le Centre de développement durable du pays de Hațeg.

## Art
Le peintre et graveur Henri Farge faisait partie en tant qu'officier de la mission Berthelot qui lui a inspiré un ensemble de gravures et de lavis réunis sous le titre La Roumanie douloureuse - Souvenirs.